# Waubun (Minnesota)
Waubun es una ciudad ubicada en el condado de Mahnomen en el estado estadounidense de Minnesota. En el Censo de 2010 tenía una población de 400 habitantes y una densidad poblacional de 301,64 personas por km².

## Geografía
Waubun se encuentra ubicada en las coordenadas 47°11′2″N 95°56′25″O / 47.18389, -95.94028. Según la Oficina del Censo de los Estados Unidos, Waubun tiene una superficie total de 1.33 km², de la cual 1.33 km² corresponden a tierra firme y (0%) 0 km² es agua.

## Demografía
Según el censo de 2010, había 400 personas residiendo en Waubun. La densidad de población era de 301,64 hab./km². De los 400 habitantes, Waubun estaba compuesto por el 46% blancos, el 0.25% eran afroamericanos, el 33.25% eran amerindios, el 0.25% eran asiáticos, el 0% eran isleños del Pacífico, el 0% eran de otras razas y el 20.25% pertenecían a dos o más razas. Del total de la población el 2% eran hispanos o latinos de cualquier raza.